# Superliga 2018-2019 (Slovacchia)
La Superliga 2018-19 (chiamata anche Fortuna Liga 2018-2019 per motivi di sponsorizzazione) è stata la ventiseiesima edizione del campionato slovacco di calcio. La stagione è iniziata il 21 luglio 2018 e si è conclusa il 24 maggio 2019. Lo Spartak Trnava era la squadra campione in carica. Lo Slovan Bratislava ha vinto il campionato per la nona volta nella sua storia.

## Stagione

### Novità
Il Tatran Prešov è stato retrocesso dopo essersi classificato all'ultimo posto nella stagione precedente: al suo posto è stato promosso il Sereď, vincitore della seconda divisione.

### Regolamento
Le 12 squadre si affrontano in una prima fase in gironi di andata-ritorno. Nella seconda fase le prime sei del girone si affrontano in un gruppo per decretare il campione di Slovacchia, mentre le sei rimanenti si affronteranno per non retrocedere in 1. Slovenská Futbalová Liga. 

La squadra campione di Slovacchia si qualificherà per il primo turno di qualificazione della UEFA Champions League 2019-2020.

La seconda e la terza classificata si qualificheranno per il primo turno della UEFA Europa League 2019-2020.

La penultima classificata disputa uno spareggio promozione-retrocessione con la seconda classificata della 1. Slovenská Futbalová Liga.

L'ultima classificata retrocederà direttamente in 1. Slovenská Futbalová Liga.

## Squadre partecipanti
| Club                | Città           | Stadio                     | Posizione 2017-2018                     |
| ------------------- | --------------- | -------------------------- | --------------------------------------- |
| AS Trenčín          | Trenčín         | Stadio Myjava              | 5º posto in Superliga                   |
| DAC Dunajská Streda | Dunajská Streda | MOL Aréna                  | 3º posto in Superliga                   |
| Nitra               | Nitra           | Štadión pod Zoborom        | 7º posto in Superliga                   |
| Podbrezová          | Podbrezová      | ZELPO Aréna                | 9º posto in Superliga                   |
| Ružomberok          | Ružomberok      | Štadión pod Čebraťom       | 6º posto in Superliga                   |
| Senica              | Senica          | Štadión FK Senica          | 11º posto in Superliga                  |
| Sereď               | Sereď           | Štadión pod Zoborom        | 1º posto in 1. Slovenská Futbalová Liga |
| Slovan Bratislava   | Bratislava      | Stadio Nazionale           | 2º posto in Superliga                   |
| Spartak Trnava      | Trnava          | Stadio Antona Malatinského | Campione di Slovacchia                  |
| ViOn Z.M.           | Zlaté Moravce   | Štadión FC ViOn            | 10º posto in Superliga                  |
| Zemplín Michalovce  | Michalovce      | Stadio Mestský futbalový   | 8º posto in Superliga                   |
| Žilina              | Žilina          | Štadión pod Dubňom         | 4º posto in Superliga                   |

## Stagione regolare

### Classifica
|  | Pos. | Squadra             | Pt | G  | V  | N | P  | GF | GS | DR  |
|  | ---- | ------------------- | -- | -- | -- | - | -- | -- | -- | --- |
|  | 1.   | Slovan Bratislava   | 58 | 22 | 18 | 4 | 0  | 53 | 18 | +35 |
|  | 2.   | Žilina              | 44 | 22 | 13 | 5 | 4  | 39 | 23 | +16 |
|  | 3.   | DAC Dunajská Streda | 44 | 22 | 13 | 5 | 4  | 42 | 27 | +15 |
|  | 4.   | Ružomberok          | 36 | 22 | 9  | 9 | 4  | 34 | 20 | +14 |
|  | 5.   | Zemplín Michalovce  | 32 | 22 | 9  | 5 | 8  | 29 | 33 | -4  |
|  | 6.   | Sereď               | 31 | 22 | 9  | 4 | 9  | 27 | 29 | -2  |
|  | 7.   | Nitra               | 26 | 22 | 7  | 5 | 10 | 27 | 30 | +3  |
|  | 8.   | Spartak Trnava      | 25 | 22 | 7  | 4 | 11 | 28 | 28 | 0   |
|  | 9.   | AS Trenčín          | 22 | 22 | 6  | 4 | 12 | 30 | 40 | -10 |
|  | 10.  | Podbrezová          | 21 | 22 | 6  | 3 | 13 | 22 | 35 | -13 |
|  | 11.  | Senica              | 15 | 22 | 3  | 6 | 13 | 20 | 43 | -23 |
|  | 12.  | ViOn Z.M.           | 14 | 22 | 4  | 2 | 16 | 19 | 44 | -25 |

Legenda:

      Ammesse ai Play-off scudetto
      Ammesse ai Play-out

### Risultati
|                     | AST  | DAC  | Nit  | Pod  | Ruz  | Sen  | Ser  | SlB  | SpT  | VZM  | ZeM  | Zil  |
| ------------------- | ---- | ---- | ---- | ---- | ---- | ---- | ---- | ---- | ---- | ---- | ---- | ---- |
| AS Trenčín          | –––– | 3-3  | 0-1  | 1-1  | 1-4  | 3-0  | 5-1  | 0-3  | 1-0  | 1-0  | 1-2  | 0-2  |
| DAC Dunajská Streda | 0-0  | –––– | 1-0  | 3-2  | 2-2  | 1-0  | 5-0  | 0-1  | 3-2  | 3-1  | 4-1  | 0-0  |
| Nitra               | 2-1  | 2-3  | –––– | 1-3  | 0-0  | 1-0  | 0-2  | 1-2  | 0-0  | 4-1  | 2-1  | 0-2  |
| Podbrezová          | 2-0  | 1-2  | 3-2  | –––– | 0-1  | 2-4  | 1-1  | 0-2  | 1-0  | 3-0  | 0-1  | 0-2  |
| Ružomberok          | 1-0  | 0-1  | 3-1  | 3-0  | –––– | 4-0  | 0-0  | 0-2  | 3-1  | 4-0  | 0-0  | 3-1  |
| Senica              | 0-2  | 1-2  | 1-1  | 1-1  | 1-1  | –––– | 0-1  | 1-2  | 1-0  | 3-0  | 2-4  | 0-1  |
| Sereď               | 3-1  | 0-1  | 2-1  | 1-2  | 3-1  | 2-1  | –––– | 0-1  | 3-1  | 2-0  | 2-1  | 1-1  |
| Slovan Bratislava   | 3-3  | 3-2  | 1-1  | 3-0  | 1-1  | 2-2  | 2-1  | –––– | 2-0  | 3-1  | 6-0  | 5-2  |
| Spartak Trnava      | 3-1  | 3-1  | 2-3  | 2-0  | 0-0  | 4-1  | 2-1  | 1-2  | –––– | 1-0  | 3-0  | 1-2  |
| ViOn Z.M.           | 3-1  | 1-2  | 0-3  | 1-0  | 1-1  | 4-0  | 0-1  | 1-4  | 1-1  | –––– | 2-0  | 1-2  |
| Zemplín Michalovce  | 4-2  | 2-1  | 0-0  | 2-0  | 2-2  | 1-1  | 1-0  | 1-2  | 1-0  | 3-0  | –––– | 0-1  |
| Žilina              | 2-3  | 2-2  | 2-1  | 2-0  | 3-0  | 5-0  | 2-1  | 0-1  | 1-1  | 2-1  | 2-2  | –––– |

## Play-off scudetto

### Classifica finale
|                       | Pos. | Squadra             | Pt | G  | V  | N  | P  | GF | GS | DR  |
| --------------------- | ---- | ------------------- | -- | -- | -- | -- | -- | -- | -- | --- |
| Slovacchia (bandiera) | 1.   | Slovan Bratislava   | 80 | 32 | 25 | 5  | 2  | 84 | 33 | +51 |
|                       | 2.   | DAC Dunajská Streda | 63 | 32 | 19 | 6  | 7  | 63 | 37 | +26 |
|                       | 3.   | Ružomberok          | 56 | 32 | 15 | 11 | 6  | 50 | 31 | +19 |
|                       | 4.   | Žilina              | 54 | 32 | 16 | 6  | 10 | 56 | 44 | +12 |
|                       | 5.   | Zemplín Michalovce  | 40 | 32 | 11 | 7  | 14 | 39 | 58 | -19 |
|                       | 6.   | Sereď               | 38 | 32 | 11 | 5  | 16 | 39 | 54 | -15 |

Legenda:

      Campione di Slovacchia e ammessa alla UEFA Champions League 2019-2020
      Ammessa alla UEFA Europa League 2019-2020
Note:

Tre punti a vittoria, uno a pareggio, zero a sconfitta.
La classifica viene stilata secondo i seguenti criteri:
- Punti conquistati
- Punti conquistati negli scontri diretti
- Differenza reti negli scontri diretti
- Reti realizzate negli scontri diretti
- Reti realizzate fuori casa negli scontri diretti
- Spareggio

### Risultati
|                     | DAC  | Ruž  | Ser  | SlB  | ZeM  | Žil  |
| ------------------- | ---- | ---- | ---- | ---- | ---- | ---- |
| DAC Dunajská Streda | –––– | 1-1  | 3-4  | 1-0  | 5-0  | 1-0  |
| Ružomberok          | 1-0  | –––– | 1-0  | 3-2  | 1-0  | 1-1  |
| Sereď               | 0-5  | 0-1  | –––– | 1-4  | 2-2  | 2-3  |
| Slovan Bratislava   | 3-1  | 3-2  | 3-1  | –––– | 4-1  | 6-2  |
| Zemplín Michalovce  | 0-2  | 0-3  | 2-0  | 3-3  | –––– | 2-1  |
| Žilina              | 1-2  | 4-2  | 1-2  | 0-3  | 4-0  | –––– |

## Play-out

### Classifica finale
|       | Pos. | Squadra        | Pt | G  | V  | N  | P  | GF | GS | DR  |
| ----- | ---- | -------------- | -- | -- | -- | -- | -- | -- | -- | --- |
| [ 1 ] | 7.   | Spartak Trnava | 38 | 32 | 10 | 8  | 14 | 35 | 35 | 0   |
|       | 8.   | Senica         | 37 | 32 | 10 | 7  | 15 | 42 | 53 | -11 |
|       | 9.   | Nitra          | 34 | 32 | 8  | 10 | 14 | 42 | 48 | -6  |
|       | 10.  | ViOn Z.M.      | 34 | 32 | 10 | 4  | 18 | 33 | 55 | -22 |
|       | 11.  | AS Trenčín     | 31 | 32 | 8  | 7  | 17 | 41 | 56 | -15 |
|       | 12.  | Podbrezová     | 29 | 32 | 7  | 8  | 17 | 28 | 48 | -20 |

Legenda:

      Ammessa alla UEFA Europa League 2019-2020
 Ammessa allo spareggio promozione-retrocessione
      Retrocessa in 2. Slovenská Futbalová Liga 2019-2020
Note:

Tre punti a vittoria, uno a pareggio, zero a sconfitta.
La classifica viene stilata secondo i seguenti criteri:
- Punti conquistati
- Punti conquistati negli scontri diretti
- Differenza reti negli scontri diretti
- Reti realizzate negli scontri diretti
- Reti realizzate fuori casa negli scontri diretti
- Spareggio

### Risultati
|                | AST  | Nit  | Pod  | Sen  | SpT  | VZM  |
| -------------- | ---- | ---- | ---- | ---- | ---- | ---- |
| AS Trenčín     | –––– | 1-4  | 4-0  | 2-3  | 0-1  | 1-0  |
| Nitra          | 2-2  | –––– | 2-2  | 2-3  | 0-1  | 2-2  |
| Podbrezová     | 0-0  | 1-1  | –––– | 1-0  | 0-0  | 0-1  |
| Senica         | 4-0  | 4-1  | 0-0  | –––– | 2-0  | 3-1  |
| Spartak Trnava | 0-0  | 1-1  | 3-1  | 0-1  | –––– | 0-1  |
| ViOn Z.M.      | 2-1  | 1-0  | 2-1  | 3-2  | 1-1  | –––– |

## Spareggio promozione-retrocessione
|            | Risultati |            | Luogo e data           |
| ---------- | --------- | ---------- | ---------------------- |
| Poprad     | 2 - 0     | AS Trenčín | Poprad, 28 maggio 2019 |
| AS Trenčín | 4 - 1     | Poprad     | Žilina, 1º giugno 2019 |
|            |           |            |                        |

## Classifica marcatori
| Gol |  |  | Giocatore          | Squadra             |
| --- |  |  | ------------------ | ------------------- |
| 29  |  |  | Andraž Šporar      | Slovan Bratislava   |
| 13  |  |  | Róbert Boženík     | Žilina              |
| 12  |  |  | Moha               | Slovan Bratislava   |
| 12  |  |  | Hamza Čataković    | AS Trenčín          |
| 11  |  |  | Kristopher Vida    | DAC Dunajská Streda |
| 10  |  |  | Vakoun Issouf Bayo | DAC Dunajská Streda |
| 10  |  |  | Tomáš Vestenický   | Nitra               |
| 9   |  |  | Izzy Tandir        | Ružomberok          |
| 9   |  |  | Michal Škvarka     | Žilina              |
| 9   |  |  | Kubilay Yilmaz     | Spartak Trnava      |
| 9   |  |  | Tomáš Ďubek        | ViOn Z.M.           |
| 9   |  |  | Kristi Qose        | Ružomberok          |